# Jardín botánico La Manigua
Jardín Botánico La Manigua es un jardín botánico de propiedad privada representativo de la región del Pacífico colombiano. Está localizado dentro del Parque nacional natural Uramba Bahía Málaga en el corregimiento de Juanchaco y Ladrilleros, a una hora en lancha de la ciudad de Buenaventura, Valle del Cauca, Colombia.

## Descripción
El Jardín Botánico La Manigua Archivado el 7 de junio de 2020 en Wayback Machine. se dedica a la conservación, investigación y divulgación de la diversidad natural y cultural del Pacífico colombiano. También desarrolla actividades de ecoturismo.
Está ubicado sobre un acantilado del Océano Pacífico, dentro de la región tropical. Tiene 36.031 metros cuadrados de extensión.
Por su situación geográfica incluye ecosistemas de playas, esteros y de selva tropical lluviosa o pluviselva.

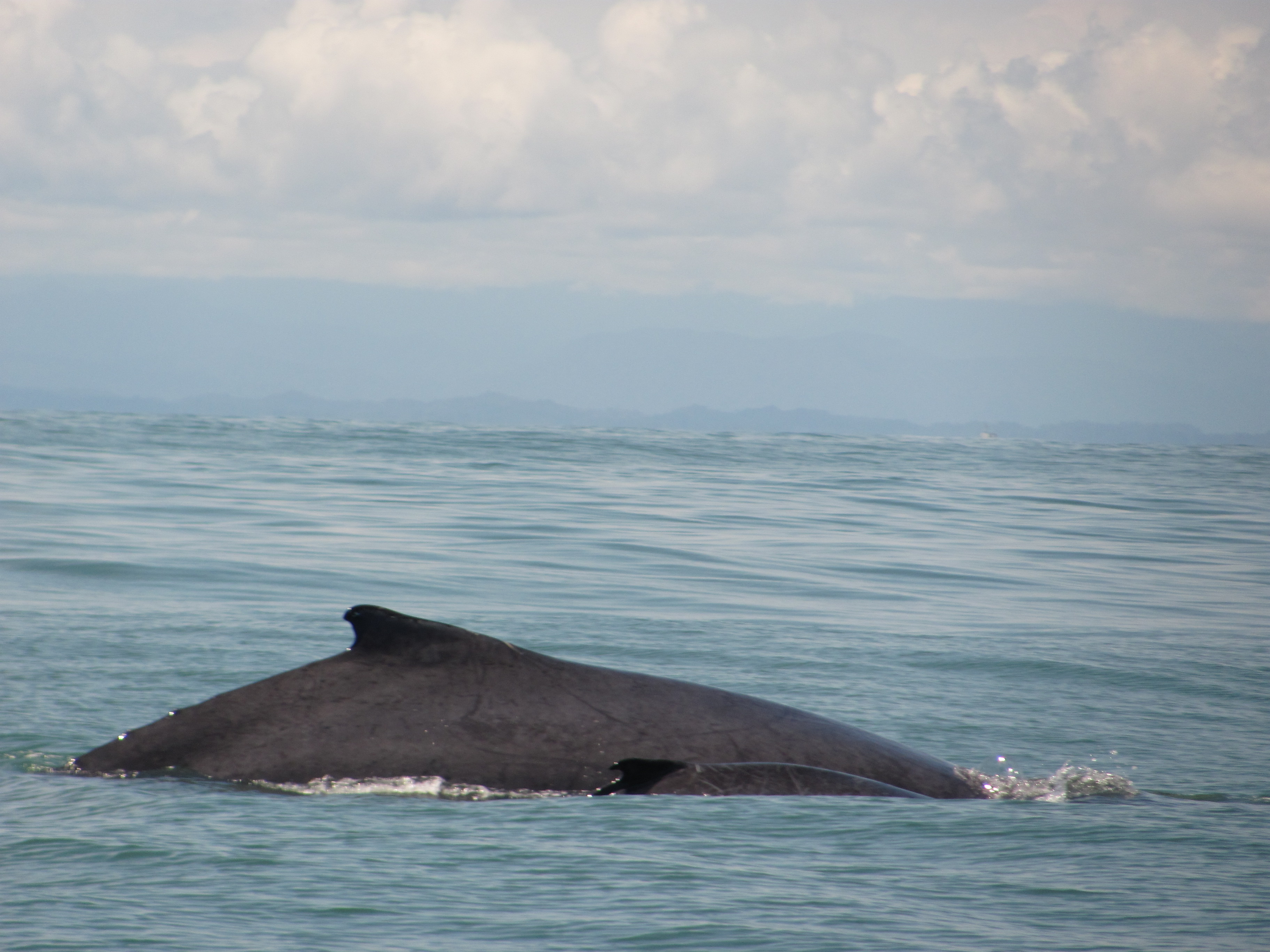
Ballena jorobada y ballenato en el Parque nacional natural Uramba Bahía Málaga, [http://jardinbotanicolamanigua.tumblr.com Jardín Botánico La Manigua

## Paisajes
Al estar sobre un acantilado, el Jardín Botánico La Manigua Archivado el 7 de junio de 2020 en Wayback Machine. es un punto privilegiado de observación del Parque nacional natural Uramba Bahía Málaga.
Tiene miradores con espectaculares vistas al mar abierto, las islas y la bahía.
Todos los años, entre junio y noviembre, la zona es visitada por las ballenas jorobadas que llegan a aparearse y dar a luz a sus crías.
Con un poco de suerte, desde los miradores del jardín botánico pueden hacerse avistamientos de ballenas.

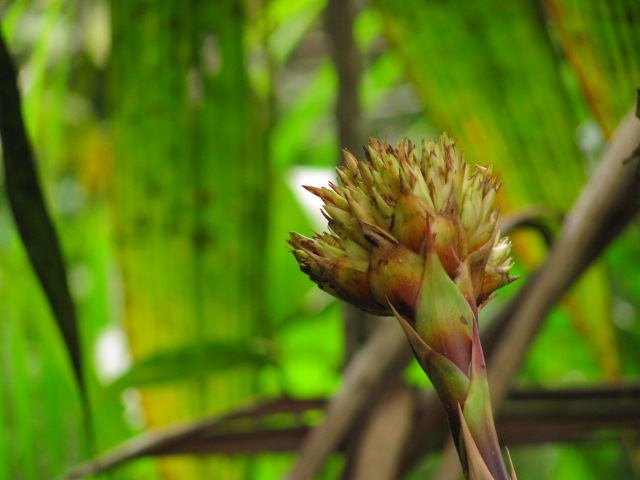
Bromelia en el [http://jardinbotanicolamanigua.tumblr.com Jardín Botánico La Manigua

## Biodiversidad
El Jardín Botánico La Manigua Archivado el 7 de junio de 2020 en Wayback Machine. tiene un circuito de senderos señalizados por entre la selva y ofrece caminatas guiadas.
Los visitantes podrán apreciar una muestra representativa de los ecosistemas del Pacífico colombiano, considerada una de las zonas más ricas y biodiversas del planeta.
En su inventario cuenta con especies de árboles y plantas nativas y endémicas, algunas de ellas en peligro de extinción.
Así mismo, es el hábitat de numerosas especies de aves, reptiles, artrópodos, mamíferos, peces de agua dulce y marinos, y crustáceos, entre muchas otras.

## Quebradas y esteros
En el Jardín Botánico La Manigua Archivado el 7 de junio de 2020 en Wayback Machine. brotan dos manantiales de agua dulce, y lo cruza una quebrada. Una de estas corrientes de agua se precipita en una pequeña cascada y, antes de desembocar en el mar, forma una poza natural en la que los visitantes pueden darse un baño.
En el Estero La Manigua, ubicado dentro del jardín botánico, se reúnen el agua dulce de las quebradas y el agua salobre que trae la marea. La fuerza de las corrientes ha labrado las paredes del acantilado y formado cuevas.
El recorrido por el estero se hace a pie cuando la marea está baja. Si está alta se puede nadar en él.

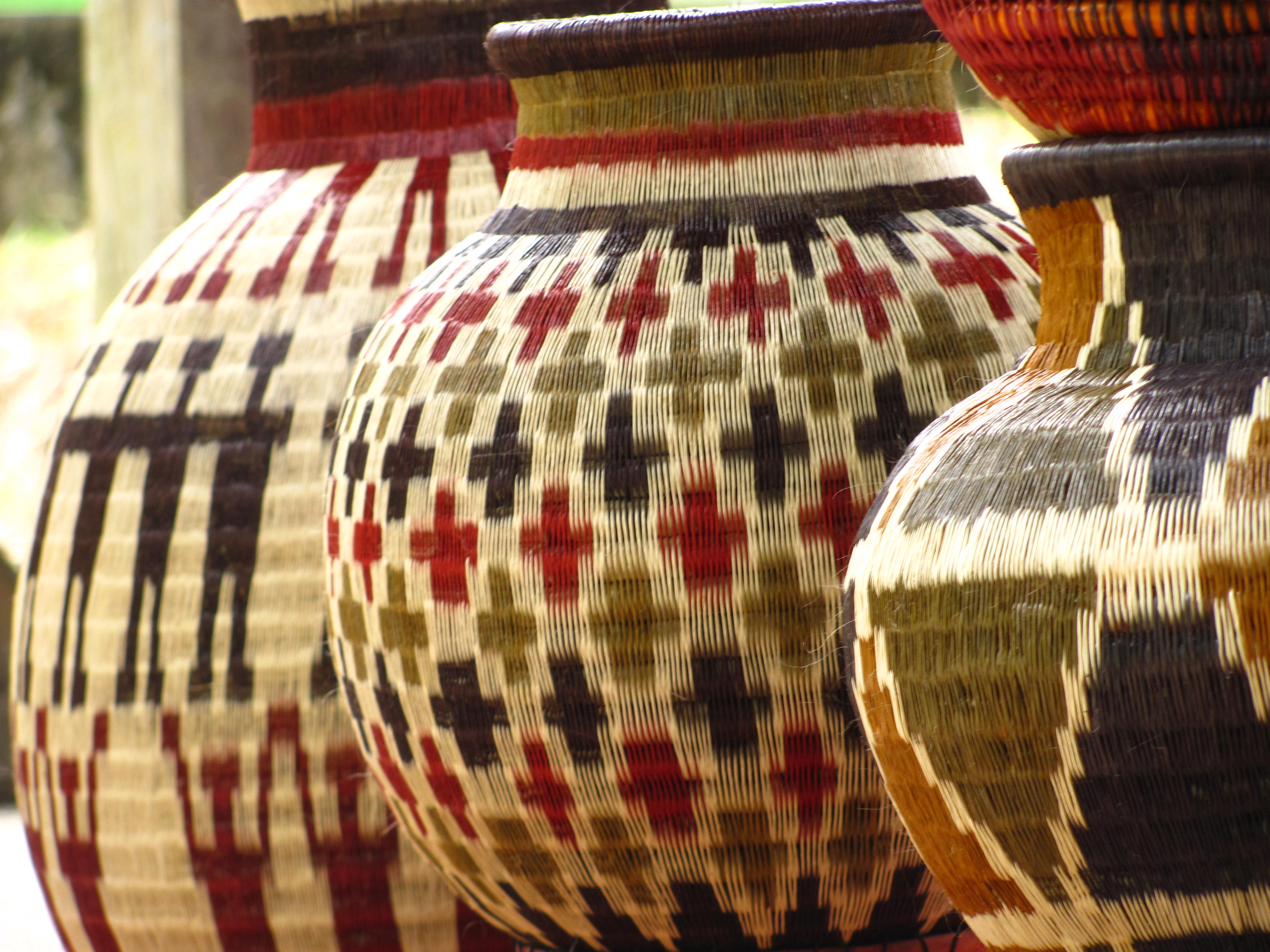
Artesanías indígenas en materiales naturales, Enlace roto|1=[http://jardinbotanicolamanigua.tumblr.com Jardín Botánico La Manigua

[[Archivo:Artesanías indígenas en werregue, Jardín Botánico La Manigua By Pilar Quintana.JPG|thumb|left|Artesanías indígenas en materiales naturales, Jardín Botánico La Manigua]]

## Etnobotánica
El Jardín Botánico La Manigua Archivado el 7 de junio de 2020 en Wayback Machine. posee una completa colección de plantas vivas.
Cuenta con numerosas especies silvestres pero también con las que han sido cultivadas en los huertos agroforestales y medicinales de la región desde tiempos ancestrales.
Además recopila y divulga la información sobre los diversos usos, desde los artesanales hasta los mágicos y rituales, que las comunidades negras e indígenas del litoral Pacífico colombiano les han dado de manera tradicional a través de los siglos.